# يوهانس روث
يوهانس روث (بالألمانية: Johannes Roth)‏ هو عالم حيوانات ألماني، ولد في 4 سبتمبر 1815 في ميونخ في ألمانيا، وتوفي في 26 يونيو 1858.